# Круппская волость

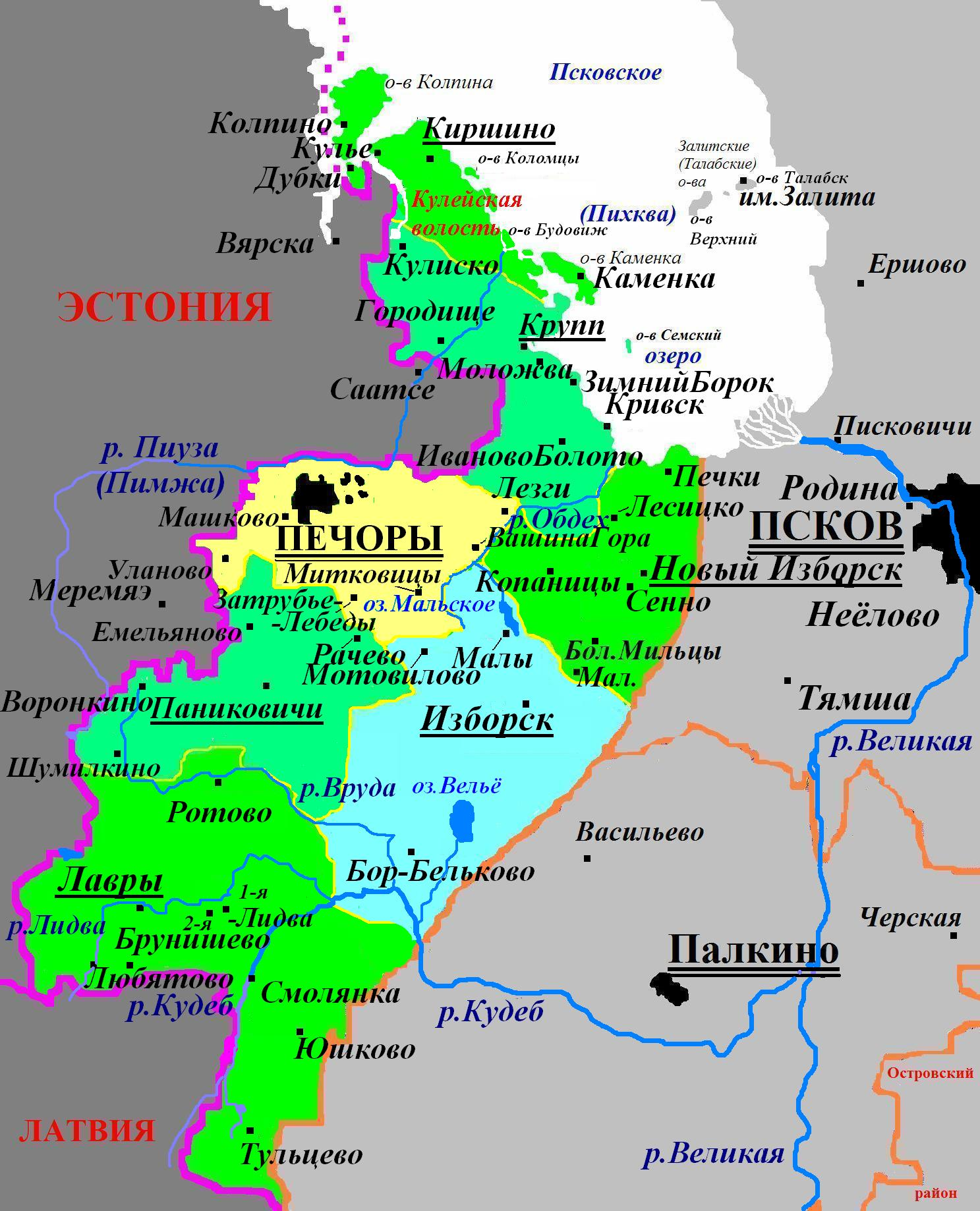
Административное деление Печорского района в 1995—2015 годах (в 1966—1995 годах — вместо волостей — одноимённые сельсоветы)

Круппская волость — административно-территориальная единица 3-го уровня и муниципальное образование со статусом сельского поселения в Печорском районе Псковской области России.
Административный центр — деревня Крупп.

## География
Территория волости граничит на юго-западе с городским поселением Печоры, на юго-востоке — с Новоизборской волостью Печорского района Псковской области России, на востоке — омывается водами Псковского озера, на западе проходит государственная граница России с Эстонией (в частности, с волостью Сетомаа уезда Вырумаа и волостью Ряпина уезда Пылвамаа).
К Круппской волости относятся острова: Колпина — крупнейший остров Псковско-Чудского озера (11 км²), — а также другие острова: Каменка (6 км²), Будовиж, Коломцы, Исад, Поляк, Семский на юге Псковского озера.
На территории волости расположены озёра: Мясовитское (0,32 км², глубиной до 4,3 м; у д. Кулиско), Берёзовое (0,3 км², лиман к западу от острова Каменка), Тильнёво (0,3 км², лиман к югу от озера Берёзовое), Ястребово (0,24 км², глубиной до 6 м; к юго-востоку от д. Кулиско) и др.
Также к волости (с 2015 года) относится полуанклав Дубки, окружённый с юга и востока Эстонией, а с запада и севера — водами Псковского озера.

## Население
| 2002  | 2010  | 2012  | 2013  | 2014  | 2015  | 2016  |
| ----- | ----- | ----- | ----- | ----- | ----- | ----- |
| 1364  | ↘1218 | ↗1340 | ↗1376 | ↗1464 | ↘1374 | ↗2123 |
| 2017  | 2018  | 2019  | 2020  | 2021  |       |       |
| ↘2014 | ↘1970 | ↘1919 | ↘1880 | ↗2217 |       |       |

Суммарная численность населения Круппской волости и присоединённой к ней Кулейской волости, по состоянию на 1 января 2015 года составляла 2201 человек.

## Населённые пункты
В состав волости с апреля 2015 года входят 58 населённых пунктов (деревень):
| №  | Населённый пункт  | Тип     | Население, чел. 2010 |
| -- | ----------------- | ------- | -------------------- |
| 1  | Анохово           | деревня | ↗5                   |
| 2  | Большая Гверстонь | деревня | ↗20                  |
| 3  | Будовиж           | деревня | ↘32                  |
| 4  | Валдино           | деревня | →0                   |
| 5  | Ведерниково       | деревня | ↘0                   |
| 6  | Вертушкино        | деревня | ↗5                   |
| 7  | Вишняково         | деревня | ↘43                  |
| 8  | Выласте           | деревня | ↘0                   |
| 9  | Глазово           | деревня | ↘33                  |
| 10 | Горбатицы         | деревня | ↘21                  |
| 11 | Городище          | деревня | ↘31                  |
| 12 | Дальнево          | деревня | ↘19                  |
| 13 | Дрисливик         | деревня | ↘16                  |
| 14 | Дубки             | деревня | ↘0                   |
| 15 | Дуравино          | деревня | ↗64                  |
| 16 | Заболотье         | деревня | ↘70                  |
| 17 | Замошье           | деревня | ↗113                 |
| 18 | Заходы            | деревня | →24                  |
| 19 | Зимний Борок      | деревня | ↘68                  |
| 20 | Злыполье          | деревня | ↘2                   |
| 21 | Иваново-Болото    | деревня | ↘58                  |
| 22 | Исад              | деревня | ↘4                   |
| 23 | Каменка           | деревня | ↗14                  |
| 24 | Килинец           | деревня | ↘4                   |
| 25 | Киршино           | деревня | ↘161                 |
| 26 | Коломцы           | деревня | ↗32                  |
| 27 | Колпино           | деревня | ↘23                  |
| 28 | Красная Гора      | деревня | ↘46                  |
| 29 | Кривск            | деревня | ↗65                  |
| 30 | Крупп             | деревня | ↘412                 |
| 31 | Кудина Гора       | деревня | ↘20                  |
| 32 | Кукуевка          | деревня | ↘10                  |
| 33 | Кулиско           | деревня | ↘38                  |
| 34 | Кулье             | деревня | ↘140                 |
| 35 | Лисье             | деревня | ↘65                  |
| 36 | Литовиж           | деревня | ↘18                  |
| 37 | Лядинка           | деревня | ↘2                   |
| 38 | Малая Гверстонь   | деревня | ↘22                  |
| 39 | Манюково          | деревня | ↘0                   |
| 40 | Мартышово         | деревня | ↘32                  |
| 41 | Медли             | деревня | ↘46                  |
| 42 | Медово            | деревня | ↗19                  |
| 43 | Моложва           | деревня | ↘178                 |
| 44 | Молочково-Дубенец | деревня | ↘10                  |
| 45 | Песок             | деревня | ↘37                  |
| 46 | Подгорье          | деревня | ↘4                   |
| 47 | Пырсте            | деревня | ↗11                  |
| 48 | Рожитец           | деревня | ↘11                  |
| 49 | Сельцы            | деревня | ↘7                   |
| 50 | Серпово           | деревня | →0                   |
| 51 | Слудицы           | деревня | ↘4                   |
| 52 | Соха              | деревня | ↘13                  |
| 53 | Ступино           | деревня | →0                   |
| 54 | Сухлово           | деревня | ↘39                  |
| 55 | Шартово           | деревня | ↘28                  |
| 56 | Ямище             | деревня | →3                   |
| 57 | Ястребье          | деревня | ↘5                   |
| 58 | Ячменево          | деревня | ↗17                  |

## История
До 1920 года территория современной Круппской волости входила в Слободскую волость (с центром в селе Верхоустье) Псковского уезда Псковской губернии России.
В 1920 — 1944 годы эти земли входили в Эстонию в составе её Печорского уезда. С января 1945 года эта территория в виде ряда образованных сельсоветов (Городищенский, Ивано-Болотинский, Кулейский, Лезговский) входит в Печорский район Псковской области РСФСР.
Указом Президиума Верховного Совета РСФСР от 16 июня 1954 года в Ивано-Болотинский сельсовет был включён упразднённый Лезговский сельсовет.
Решением Псковского облисполкома от 24 декабря 1959 года в Кулейский и Ивано-Болотинский сельсоветы была включена территория упразднённого Городищенского сельсовета.
Решением Псковского облисполкома от 14 октября 1961 года Ивано-Болотинский сельсовет в связи с переносом центра в д. Крупп был переименован в Круппский сельсовет.
С февраля 1963 до марта 1964 года Круппский сельсовет вместе с другими сельсоветами Печорского района временно входил в Псковский район.
Постановлением Псковского областного Собрания депутатов от 26 января 1995 года все сельсоветы в Псковской области были переименованы в волости, в том числе Круппский сельсовет был превращён в Круппскую волость.
Законом Псковской области от 28 февраля 2005 года в границах волости было образовано также муниципальное образование Круппская волость со статусом сельского поселения с 1 января 2006 года в составе муниципального образования Печорский район со статусом муниципального района.
До апреля 2015 года в состав Круппской волости входило 37 деревень: Анохово, Выласте, Вишняково, Вертушкино, Ведерниково, Валдино, Городище, Горбатицы, Малая Гверстонь, Большая Гверстонь, Дуравино, Злыполье, Заходы, Зимний Борок, Исад, Иваново-Болото, Кулиско, Килинец, Кудина Гора, Крупп, Кривск, Кукуевка, Лядинка, Литовиж, Моложва, Манюково, Молочково-Дубенец, Пырсте, Подгорье, Песок, Слудицы, Серпово, Ступино, Соха, Ястребье, Ямище, Ячменево.
Законом Псковской области от 30 марта 2015 года в состав Круппской волости с 11 апреля 2015 года была включена упразднённая Кулейская волость.